# Una semana solos
Una semana solos es una película argentina dirigida por Celina Murga estrenada comercialmente el 11 de junio de 2009 que tiene como protagonistas principales a Natalia Gómez Alarcón, Ignacio Giménez, Lucas Del Bo, Gastón Luparo y Magdalena Capobianco.	

## Sinopsis
La crónica de los sucesos que ocurren cuando un grupo de niños cuya edad oscila entre los 7 y 14 años quedan solos durante una semana en una casa dentro de un country. La película retrata esos días, entre la cotidianeidad inocente propia de la infancia y la ferocidad incipiente que surge del encierro.

## Génesis de la película
La directora contó que en el 2004 se interesó por varias notas periodísticas que habían sido publicadas referidas a la primera generación de niños criados en countries y barrios cerrados. Ahondando en el tema leyó el libro Los que ganaron. La vida en los countries y barrios privados de la socióloga Maristella Svampa que le proporcionó más conocimientos e ideas en la materia. Organizó entonces una especie de cástines que se realizó en varios barrios cerrados, cuyo propósito fue, más que seleccioinar actores, el de recibir más datos e impresiones de chicos entre 7 y 14 años habitantes de esas urbanizaciones. Agrega Murga que esos encuentros le aportaron más ideas e incluso algunas anécdotas que incorporó luego a la película. La directora declaró que no pretendía hacer una crítica social sino, simplemente, retratar ese pequeño pedazo de la sociedad desde el punto de vista de niños que creen que ese mundo en el que viven -el único que conocen- es también el único que existe.

## Relación temática con otros filmes
El tema de la vida en los barrios cerrados, urbanizaciones y countries, un fenómeno que ha crecido en las últimas décadas en diversos países, en especial en América Latina, se encuentra presente, con enfoques varios, en algunas películas recientes. Tal es el caso del filme español Pájaros muertos, de Guillermo y Jorge Sempere, la película mexicana La Zona y de las argentinas Las viudas de los jueves de Marcelo Piñeyro y Cara de Queso de Ariel Winograd.

## Reparto
- Natalia Gómez Alarcón	... 	Esther
- Ignacio Giménez	... 	Juan
- Lucas Del Bo	... 	Facundo
- Gastón Luparo	... 	Fernando
- Magdalena Capobianco	... 	Maria
- Ramiro Saludas	... 	Rodrigo
- Eleonora Capobianco	... 	Sofía
- Federico Peña	... 	Quique
- Manuel Aparicio	... 	Tomás
- Mateo Braun	... 	Timmy

## Premios y nominaciones
| Año  | País     | Organización                                              | Premio                                           | Resultado                 |
| ---- | -------- | --------------------------------------------------------- | ------------------------------------------------ | ------------------------- |
| 2009 | Colombia | Festival Internacional de Cine de Cartagena               | Premio India Catalina de Oro a la Mejor Película | Nominada Una semana solos |
| 2008 | Grecia   | Festival Internacional de Cine de Salónica                | Premio al Mejor Director                         | Ganadora Celina Murga     |
| 2008 | España   | Festival Internacional de Cine Independientes de Gijón    | Premio de la Prensa a la Mejor Película          | Ganadora Una semana solos |
| 2008 | Brasil   | Festival Internacional de Cine Femenino en Río de Janeiro | Premio a la Mejor Película                       | Ganadora Una semana solos |
| 2008 | Alemania | Festival Internacional de Cine de Múnich                  | Arri-Zeiss Award a la mejor película extranjera  | Ganadora Una semana solos |